# Gurraladinne, Bagepalli
Gurraladinne là một làng thuộc tehsil Bagepalli, huyện Kolar, bang Karnataka, Ấn Độ.